# Płomieniec
Płomieniec – wieś sołecka w Polsce położona w województwie mazowieckim, w powiecie mińskim, w gminie Mrozy.
Wieś szlachecka  położona była w drugiej połowie XVI wieku w powiecie garwolińskim  ziemi czerskiej województwa mazowieckiego. W latach 1975–1998 miejscowość administracyjnie należała do województwa siedleckiego.
Wierni kościoła rzymskokatolickiego należą do parafii św. Wojciecha w Jeruzalu.

## Ranczo
W Płomieńcu kręcone były niektóre sceny z serialu Ranczo (chałupa Solejuków). W miejscowości tej nagrywano ponadto sceny wyścigu furmanek znane z filmu Ranczo Wilkowyje.